# 陳東 (明朝)
陳東（？—1556年），明朝海盗，明世宗时倭寇领袖。
陳東原在日本萨摩为岛主兄弟的书记，后为王直属下大头目。引导倭寇骚扰浙江沿海。1555年，陳東勾结肥前、筑后倭寇入侵南汇县、金山县、崇明县、上海县。1556年陳東和徐海屯驻今上海市奉贤区东南，分兵掠夺淮扬、常州、镇江、松江、浙东。浙直总督胡宗宪分化徐海和陈东，让徐海抓住陈东。胡宗宪围歼徐海，徐海阵亡，陈东也被杀死。